# Midas
Midas (eller Kong Midas) var sagnkonge af Frygien og berømt for sin rigdom. Grækerne mente, at hans store rigdom var resultatet af hans hjælpsomhed overfor Dionysos' læremester Silenos. Dionysos blev så glad for, hvad Midas havde gjort, at han tilbød ham alt, hvad han ønskede sig. Midas bad om, at alt hvad han rørte ved, skulle blive til guld.
Midas var i starten lykkelig for den gave han havde fået, men han opdagede hurtigt, at selv det mad han prøvede at spise og de drikke, han prøvede at drikke, blev forvandlet til guld. Han blev rædselsslagen, og Dionysos forbarmede sig over ham og fortalte ham, hvordan han kunne slippe af med evnen – ved at vaske den af i floden Paktalos, som sidenhen er blevet kendt for guldstøv fundet på bunden af den.